# Roland Bothner
Roland Bothner (* 1953 in Walheim) ist ein deutscher Philosoph, Kunsthistoriker, Schriftsteller und Konzeptkünstler.

## Leben
Nach dem Abitur 1973 am Gymnasium in Besigheim studierte er von 1973 bis 1981 Kunstgeschichte und Philosophie, Germanistik, Soziologie und Politische Wissenschaften an den Universitäten Tübingen, München, Bern, Heidelberg und Frankfurt am Main. Von 1977 bis 1983 war Bothner Dozent an der Volkshochschule Stuttgart und an der Abendakademie in Mannheim. 1981 promovierte er im Fach Philosophie an der Johann Wolfgang Goethe-Universität in Frankfurt am Main mit der Arbeit „Kunst im System. Die konstruktive Funktion der Kunst für Ernst Blochs Philosophie“ bei den Professoren Alfred Schmidt und Hermann Schweppenhäuser. Anschließend war er bis 1986 Lehrbeauftragter an der Universität Frankfurt im Fach Vergleichende Literaturwissenschaft und im Fach Kunstgeschichte. Zudem hatte er bis 1989 einen Lehrauftrag an der Justus Liebig-Universität in Gießen in Kunstgeschichte.
1986 war Bothner Gründungsmitglied der internationalen Ernst-Bloch-Gesellschaft in Ludwigshafen und Mitglied der Heidelberger Forschergruppe für Kunst, Literatur und Kultur. Die Habilitation erhielt er 1996 an der Universität Bremen im Fach Kunstgeschichte mit der Schrift „Grund und Figur. Auguste Rodins Höllentor und die Geschichte des Reliefs“. Er gründete 1997 den Verlag „Edition Publish & Parish“ und die philosophische Praxis „Begriff und Kategorie“. 2007 erfolgte die Ernennung zum Professor.

## Forschung
Seine wissenschaftliche Arbeit wurde unterstützt durch persönliche Bekanntschaft mit den Philosophen und Wissenschaftlern Max Bense, Dieter Jähnig, Gershom Scholem und Shmuel Sambursky.
Prägend für sein Bothners Werk wirkten die Auseinandersetzung mit der Kunst der 1950er Jahre und persönliche Bekanntschaft mit Gerhard Hoehme, mit K. R. H. Sonderborg, einem Action Painter, sowie mit Raimund Girke, der die Konstitutionsbedingungen von Malerei untersuchte.

## Publikationen
Philosophie
- Unlust des Denkens. Zur Philosophie des 19. und 20. Jahrhunderts. Heidelberg 2020, ISBN 978-3-934180-22-2.
- Metaphysik. Heidelberg 2016, ISBN 978-3-934180-21-5.
- Identität, Ordnung, Existenz. Oder: Der Leib, das Denken, die Empfindung, Ökonomie, Technik, Christentum, Kultur, Ethik, Sittlichkeit und Moral. Traktat über Kategorien, Begriffe und Intensitäten. Heidelberg 2003, ISBN 3-934180-06-X.
- Fremdgesteuertes Sein. Philosophie der Technik. Heidelberg 2015, ISBN 978-3-934180-19-2.
- Moral, Vernunft, Macht. Abhandlung zur praktischen Philosophie. Heidelberg 2011, ISBN 978-3-934180-13-0.
- Philosophie der Kunst. Mit Zeichnungen des Autors. Heidelberg 2008, ISBN 978-3-934180-11-6.
- Kunst im System. Die konstruktive Funktion der Kunst für Ernst Blochs Philosophie. Bonn 1982.
- Die Materie, die Kunst und der Tod. Studien zu Ernst Bloch aus den Jahren 1986 bis 2006. Mit Zeichnungen des Autors. Heidelberg 2006, ISBN 3-934180-09-4.
- Schwäbische Jugend. Auch ein Weg zur Philosophie. Eine Dokumentation. Heidelberg 2011, ISBN 978-3-934180-15-4.
- Gustave Flaubert, Ein Experiment in 59 Szenen, das ohne Jean-Paul Sartres „Idiot der Familie“ nicht möglich wäre. Heidelberg 2012, ISBN 978-3-934180-17-8.
- Mythen und Legenden. Philosophische Notizen und Zeichnungen von 2000 bis 2005. Heidelberg 2006, ISBN 3-934180-08-6.
- Bosheiten und andere Kleinigkeiten. Philosophische Notizen und Zeichnungen. Heidelberg 2002, ISBN 3-934180-05-1.

Kunstgeschichte
- Telos der Farbe. Ein Extrakt. Heidelberg 2024, ISBN 978-3-934180-24-6.
- Hermeneutische Logik des Bildes. Heidelberg 2014, ISBN 978-3-934180-18-5.
- Grund und Figur. Die Geschichte des Reliefs und Auguste Rodins Höllentor. Verlag W. Fink, München 1993, ISBN 3-7705-2795-X.
- Elemente des Plastischen von Donatello bis Brancusi. Heidelberg 2000, ISBN 3-934180-01-9.
- Auguste Rodin, Die Bürger von Calais. Insel-Verlag, Frankfurt am Main / Leipzig 1993, ISBN 3-458-33183-2.
- Schwarz und Rot. Zur Autonomie der Farbe. Geschichte der Farbmalerei im 20. Jahrhundert. Mössingen-Talheim 1999, ISBN 3-89376-075-X.
- Venezianische Malerei. Tizian – Tintoretto – Veronese. Heidelberg 1999, ISBN 3-934180-00-0.
- Action Painting – das Ende der Malerei. K. R. H. Sonderborgs Wabash-Chicago-Serie. Heidelberg 1999, ISBN 3-934180-03-5.
- Das Merke und andere Texte aus „Spuren“ von Ernst Bloch mit sieben Originalradierungen von Gerhard Hoehme. Ausgewählt und mit einem Nachwort versehen von Roland Bothner, Heidelberg 1985.

Belletristik
- Der Hut Karls des Kühnen. Ein historischer Bilderbogen des Herzogtums Burgund von 1430 bis 1489 mit zeitgenössischen Abbildungen. Heidelberg 2010, ISBN 978-3-934180-12-3.
- Spengler kommt. Dialoge, Szenen und ein Theaterstück. Heidelberg 2006, ISBN 3-934180-07-8.
- Spielgeld. Monologe, kleine Stücke und ein Kriminalstück. Mit Zeichnungen des Autors. Heidelberg 2008, ISBN 978-3-934180-10-9.

## Bildergalerie

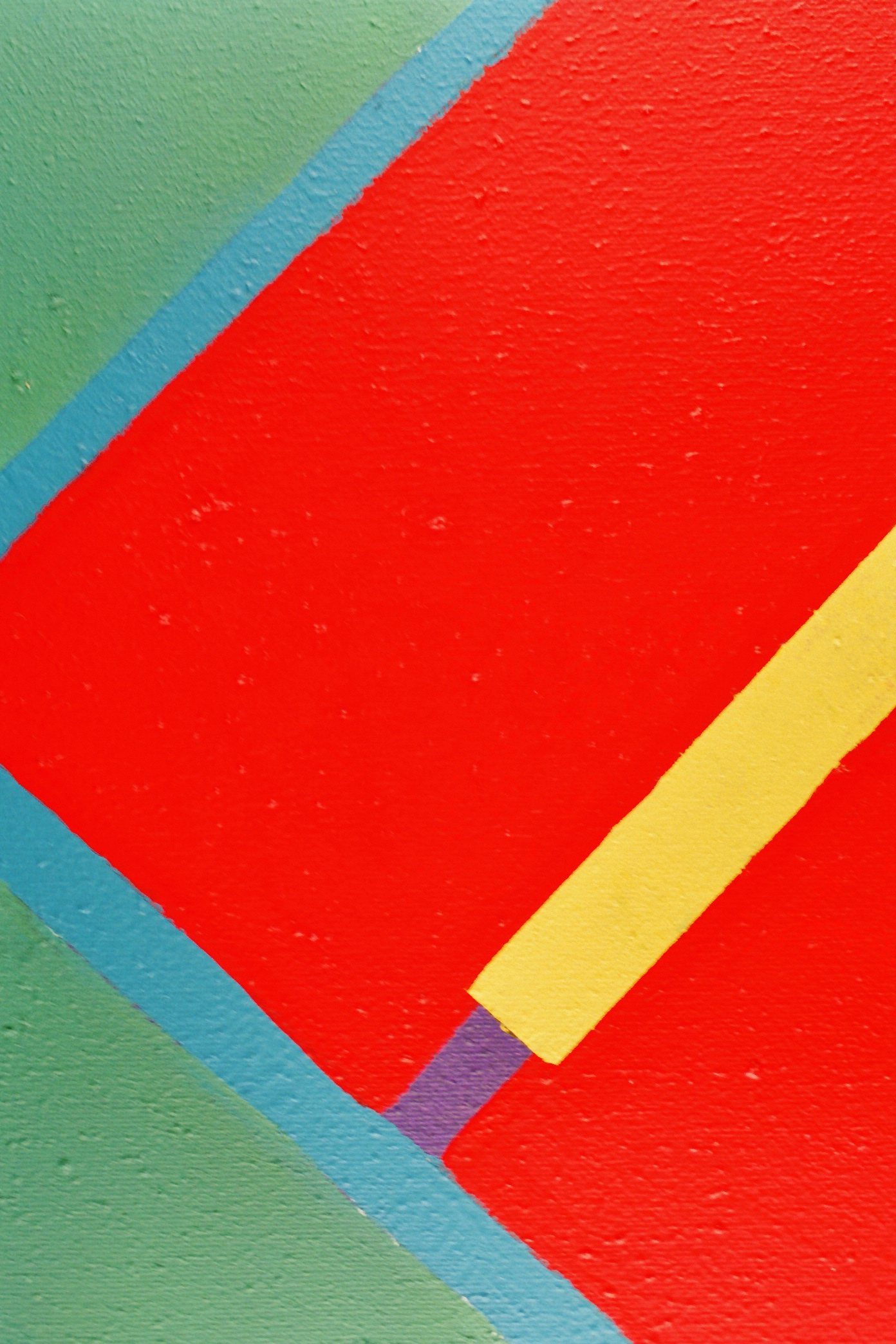
Rot-Gelb
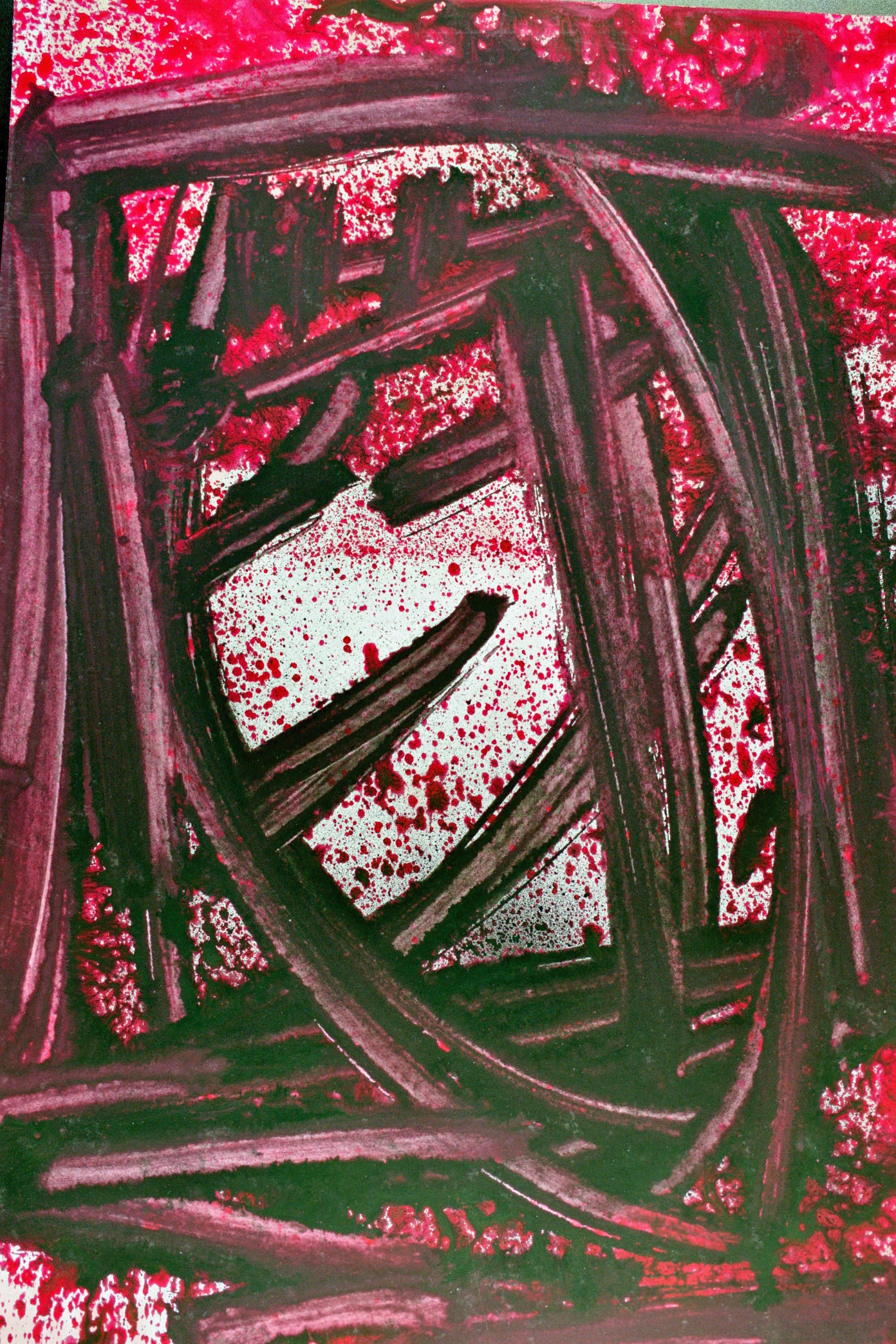
Schwarz-Rot
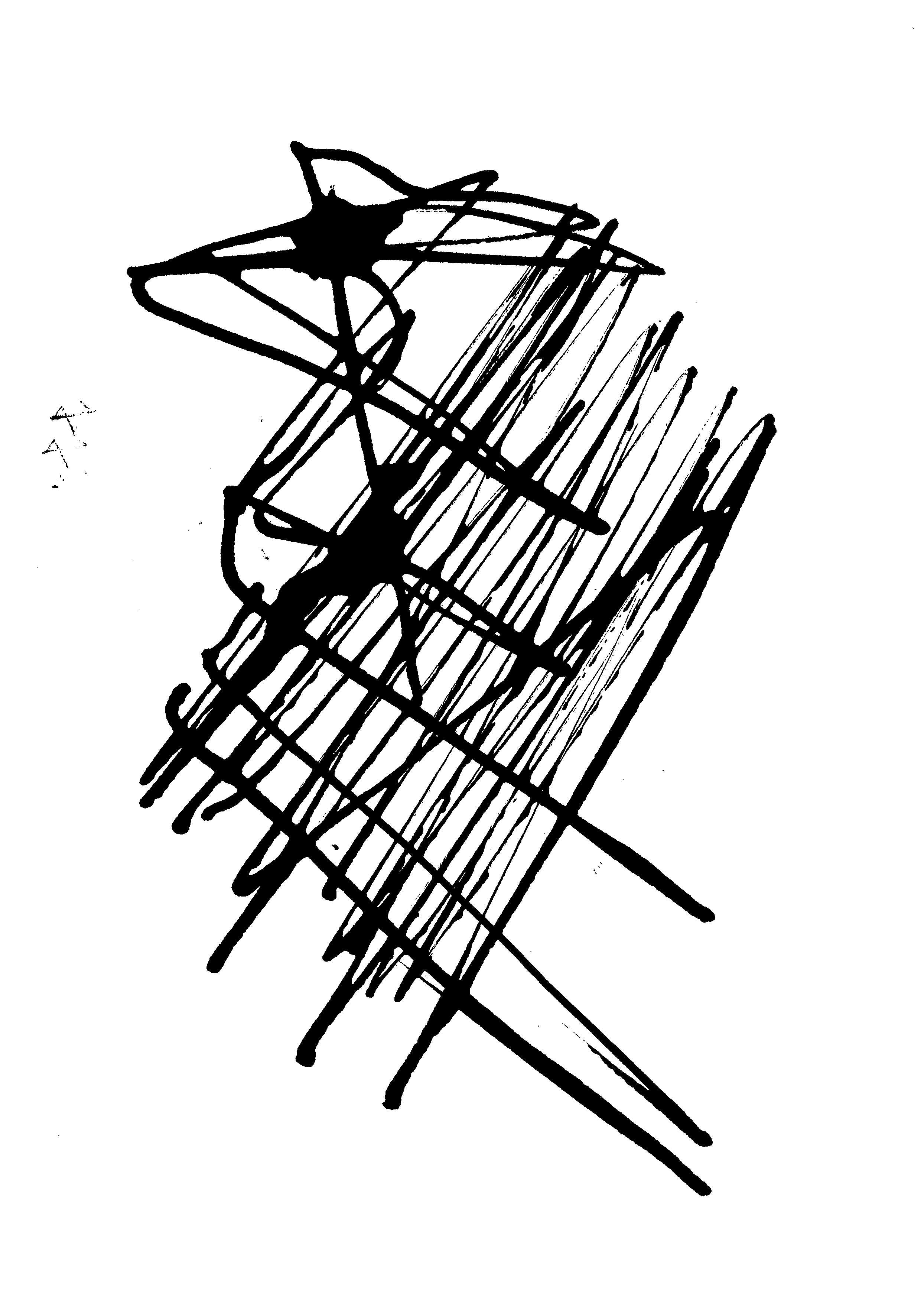
Mallarmé-Zeichen
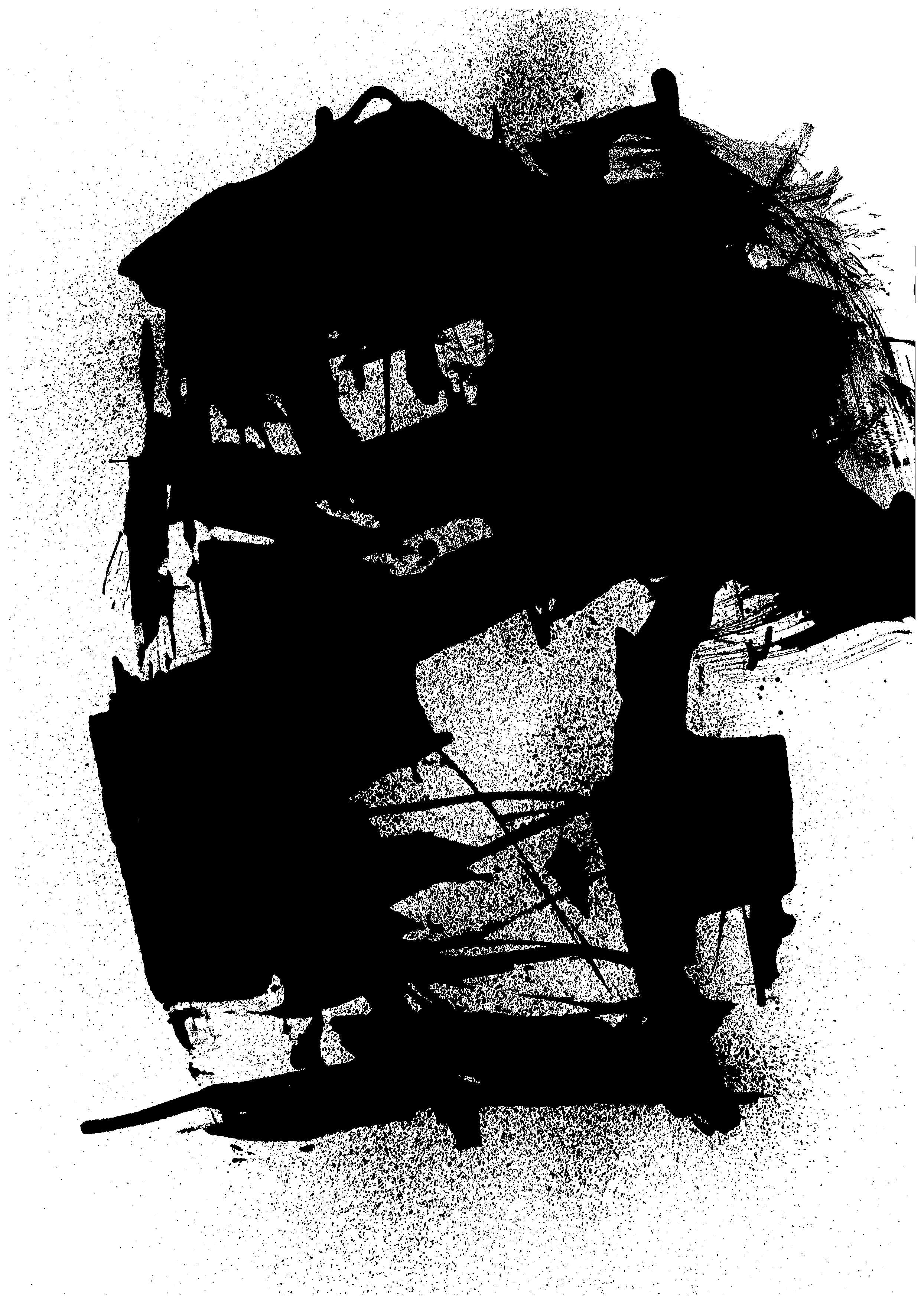
Action-Painting Nr. 19
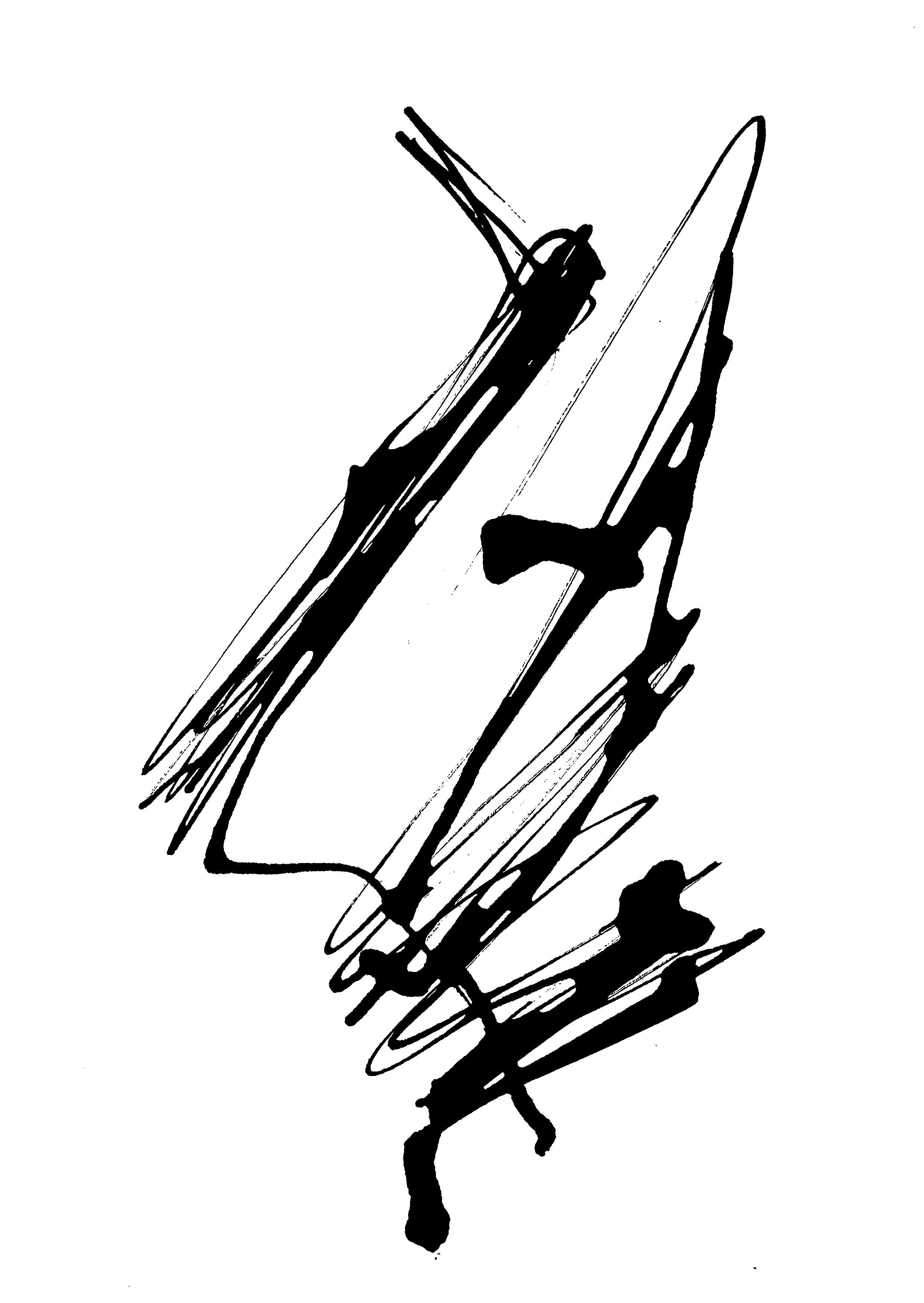
Mallarmé-Zeichen